# R. Daneel Olivaw
R. Daneel Olivaw – android występujący w powieściach Isaaca Asimova z serii Roboty oraz Fundacja. „R.” w jego imieniu oznacza robota.
Olivaw pojawia się po raz pierwszy w powieści Pozytonowy detektyw (1953), gdzie pomaga detektywowi Elijahowi Baleyowi w rozwiązaniu sprawy morderstwa, w które zamieszany jest robot. Początkowo jest tylko bohaterem cyklu o robotach, później Asimov umieszcza go także w serii Fundacja.
W odróżnieniu od innych robotów, w swoich działaniach R. Daneel Olivaw kieruje się przede wszystkim Zerowym prawem robotyki: „Robot nie może skrzywdzić ludzkości, lub poprzez zaniechanie działania doprowadzić do uszczerbku dla ludzkości”. Dzięki temu może podejmować niezwykłe decyzje, nawet sprzeczne z trzema pozostałymi prawami robotyki.
Daneel został stworzony przez Roja Nemennuha Sartona i Hana Fastolfe, robotyków z planety Aurora, w 4920 r. Jest robotem wyjątkowym, zewnętrznie nieodróżnialnym od ludzi, potrafi bowiem symulować jedzenie i załatwianie potrzeb fizjologicznych. Ma rozwinięte zdolności mentalne, umożliwiające odczytywanie ludzkich emocji oraz wpływ na nie. W powieści Fundacja i Ziemia, ostatniej, w której występuje, Daneel ma 19.230 lat.